# Sirio (Concertos)
Sirio (Concertos) è il secondo EP del rapper italiano Lazza, pubblicato il 16 dicembre 2022 dalle etichette 333 Mob e Island Records.

## Descrizione
Contiene otto brani originariamente tratti dal terzo album Sirio riarrangiati al pianoforte, suonato dallo stesso Lazza, con il supporto di un gruppo di strumenti ad arco.
| Recensione | Giudizio |
| ---------- | -------- |
| Rockol     |          |
| Newsic.it  |          |

## Tracce
Testi di Jacopo Lazzarini, musiche di Jacopo Lazzarini e Lorenzo Paolo Spinosa, eccetto dove indicato.
1. Alibi (Concertos) – 3:19 (musica: Jacopo Lazzarini, Lorenzo Paolo Spinosa, Diego Vincenzo Vettraino, Nicolò Pucciarmati)
2. Molotov (Concertos) – 2:49 (musica: Jacopo Lazzarini, Lorenzo Paolo Spinosa, Diego Vincenzo Vettraino, Nicolò Pucciarmati)
3. Piove (Concertos) – 2:51 (musica: Jacopo Lazzarini, Lorenzo Paolo Spinosa, Diego Vincenzo Vettraino, Emiliano Blangero)
4. Panico (Concertos) – 3:06 (testo: Jacopo Lazzarini, Davide Petrella – musica: Jacopo Lazzarini, Alessandro Merli, Fabio Clemente)
5. Senza rumore (Concertos) – 3:56
6. Nessuno (Concertos) – 2:58 (musica: Jacopo Lazzarini, Lorenzo Paolo Spinosa, Nicolò Pucciarmati)
7. Uscito di galera (Concertos) – 2:41 (musica: Jacopo Lazzarini, Lorenzo Paolo Spinosa, Diego Vincenzo Vettraino, Filippo Gallo)
8. Nulla di (Concertos) – 3:07 (musica: Jacopo Lazzarini, Lorenzo Paolo Spinosa, Diego Vincenzo Vettraino, Mirko Agrestini)